# كيفن تشونغ
كيفن تشونغ هو كاتب كندي، ولد في 1975.

## وصلات خارجية
- كيفن تشونغ على موقع IMDb (الإنجليزية)